# Zeleneč (Praha-východ)
Zeleneč é uma comuna checa localizada na região da Boêmia Central, distrito de Praha-východ.